# Казе Чербијани (Модена)
Казе Чербијани је насеље у Италији у округу Модена, региону Емилија-Ромања.
Према процени из 2011. у насељу је живело 59 становника. Насеље се налази на надморској висини од 892 м.